# Франсуа М'Пеле
Франсуа М'Пеле (фр. François M'Pelé, 13 липня 1947, Браззавіль) — конголезький футболіст, який грав на позиції нападника. Відомий за виступами у складі французького клубу «Парі Сен-Жермен», у складі якого протягом 6 років був кращим бомбардиром, та у складі збірної Конго, у складі якої став переможцем Кубка африканських націй 1972 року та кращим гравцем турніру.

## Клубна кар'єра
Франсуа М'Пеле народився у Браззавілі. Розпочав виступи на футбольних полях у місцевій команді «Стандарт» у 1966 році, у 1969 році перейшов до іншої столичної команди «Інтерклуб». У цьому ж році М'Пеле перебрався до Франції, де розпочав виступи в корсиканському клубі «Аяччо», де відразу став одним із кращих бомбардирів команди, відзначаючись у середньому більш ніж 10 забитими м'ячами за сезон. Щоправда, за підсумками сезону 1972—1973 років «Аяччо» вибув з Ліги 1, і М'Пеле продовжив виступи в корсиканському клубі вже в другому французькому дивізіоні. Протягом сезону конголезький нападник перейшов до складу іншого клубу другого дивізіону «Парі Сен-Жермен», з яким здобув путівку до найвищого французького дивізіону. У складі паризького клубу М'Пеле також був одним із кращих бомбардирів команди, загалом до 1979 року відзначився 67 голами в 177 матчах чемпіонату. У 1979 році футболіст перейшов до складу іншого клубу найвищого французького дивізіону «Ланс», у якому грав до 1981 року. Завершив виступи на футбольних полях М'Пеле у складі клубу другого французького дивізіону «Ренн», у складі якого провів сезон 1981—1982 років.

## Виступи за збірні
Франсуа М'Пеле розпочав виступи в збірній Конго у 1969 році. У складі збірної він брав участь у Кубку африканських націй 1972 року, на якому разом із командою став переможцем, та був визнаний кращим гравцем турніру. Також футболіст брав участь у Кубку африканських націй 1974 року і Кубку африканських націй 1978 року, після якого завершив виступи у збірній.

## Титули і досягнення
- Переможець Кубка африканських націй: 1972
- Найкращий гравець Кубка африканських націй : 1972